# Batalha de Hodeida
Batalha de Hodeida (em árabe: معركة الحديدة, Ma‘rakat al-Hudaydah) foi uma grande incursão da coalizão dos Estados árabes na cidade portuária de Hodeida, no Iêmen. Recebendo o codinome de Operação Vitória Dourada e encabeçada pelos Emirados Árabes Unidos, tem sido descrita como a maior batalha desde o início da intervenção militar no Iêmen liderada pela Arábia Saudita em 2015.
Com início em 13 de junho de 2018 e com o objetivo de expulsar as forças hutis do porto, o objetivo da investida é recapturar a cidade de Hodeida e acabar com o fornecimento de armas e mísseis balísticos aos hutis através do porto de Hodeida. Várias agências de ajuda alertaram para as consequências humanitárias catastróficas, como a UNICEF, alertando que o ataque poderia ameaçar a vida de 300.000 crianças na área povoada e impedir a entrega de alimentos a milhões de pessoas.